# The 1975
The 1975 é uma banda inglesa de pop rock e Indie rock formada em Manchester. O grupo é formado por Matty Healy (Vocalista, guitarrista), Adam Hann (guitarrista), George Daniel (baterista, vocalista) e Ross MacDonald (baixista).
Lançaram quatro EPs entre 2011 e 2012 (Facedown, Sex, Music for Cars, IV) até o lançamento de álbum de estreia auto-intitulado The 1975 lançado em 02 de setembro de 2013. O álbum estreou como número 1 na UK Albums Chart em 8 de setembro de 2013, e emplacou sucessos nas canções "Chocolate", "Robbers", "Sex" e "Girls". Seu segundo álbum, I Like It When You Sleep, for You Are So Beautiful yet So Unaware of It foi lançado em 2016 e novamente alcançou o primeiro lugar no Reino Unido, além de Estados Unidos, Canadá, Austrália e Nova Zelândia.
A banda lançou seu terceiro álbum de estúdio, A Brief Inquiry into Online Relationships em 2018, com aclamação da crítica, e se tornou seu terceiro álbum nº 1 no Reino Unido. Seu quarto álbum, Notes on a Conditional Form de 2020, foi o quarto álbum número 1 consecutivo no Reino Unido. Seu quinto álbum de estúdio, Being Funny in a Foreign Language, lançado em 2022, se tornou seu quinto álbum número 1 consecutivo no Reino Unido.

## História

### Nome da banda
Tendo anteriormente realizado canções sob nomes diferentes, incluindo "Talkhouse", "The Slowdown", "Bigsleep", "Blind Tapes" e "Drive Like I Do", a banda finalmente entrou em acordo sobre o nome de "The 1975". Healy relata que o nome foi inspirado em rabiscos encontrados no verso de um antigo livro de poesia datada de "1 June, The 1975".

### 2002–12: Formação
Matthew Healy é o filho de Denise Welch e Tim Healy e cresceu em Newcastle e Manchester. Ele conheceu Ross MacDonald, Adam Hann e George Daniel em Wilmslow, no ensino secundário, perto de Manchester, como adolescentes e começaram a tocar em 2004. A banda foi formada quando o conselho local organizou uma série de shows para os adolescentes. Healy encontrado Hann, que veio para ele e disse que queria tocar em um desses shows. A banda começou tocando uma série de covers até que "eventualmente escreveu uma canção", de acordo com Healy. "Nós começamos a partir de então e temos vindo a fazer música juntos desde que tínhamos cerca de 15 anos." Depois de Hann convidar os membros para formar uma banda, eles passaram seus primeiros dias tocando canções punk em um club. Healy era originalmente o baterista, mas assumiu os vocais após o cantor anterior sair para iniciar outra banda. George Daniel foi contratado como o novo baterista para completar o final de line-up. Após diversas mudanças de nomes, a banda (sempre com a mesma formação) seguiu como Drive Like I Do até o fim em 2009. Visando uma mudança sonora e visual, eles passam a usar o nome The 1975, e passam a escrever novas músicas para o novo projeto (apenas as músicas "Robbers" e "Sex" da antiga banda foram re-utilizadas no primeiro álbum.

### 2012–14: Início de carreira e debut autointitulado
O lançamento do primeiro EP da banda, intitulado "Facedown", em agosto de 2012 levou à primeira transmissão em rádio no Reino Unido com a faixa "The City", que também foi incluída no programa BBC Introducing com Huw Stephens na BBC Radio 1. A "The 1975", mais uma vez, chamou a atenção nacional de rádio no final de 2012, com o DJ Zane Lowe da BBC Radio 1 defendendo seu single "Sex" do EP "Sex", que foi lançado em 19 de novembro de 2012. Eles embarcaram em uma turnê do Reino Unido e Irlanda, que prorrogado para o início de 2013, antes de começar uma turnê pelos Estados Unidos na primavera.

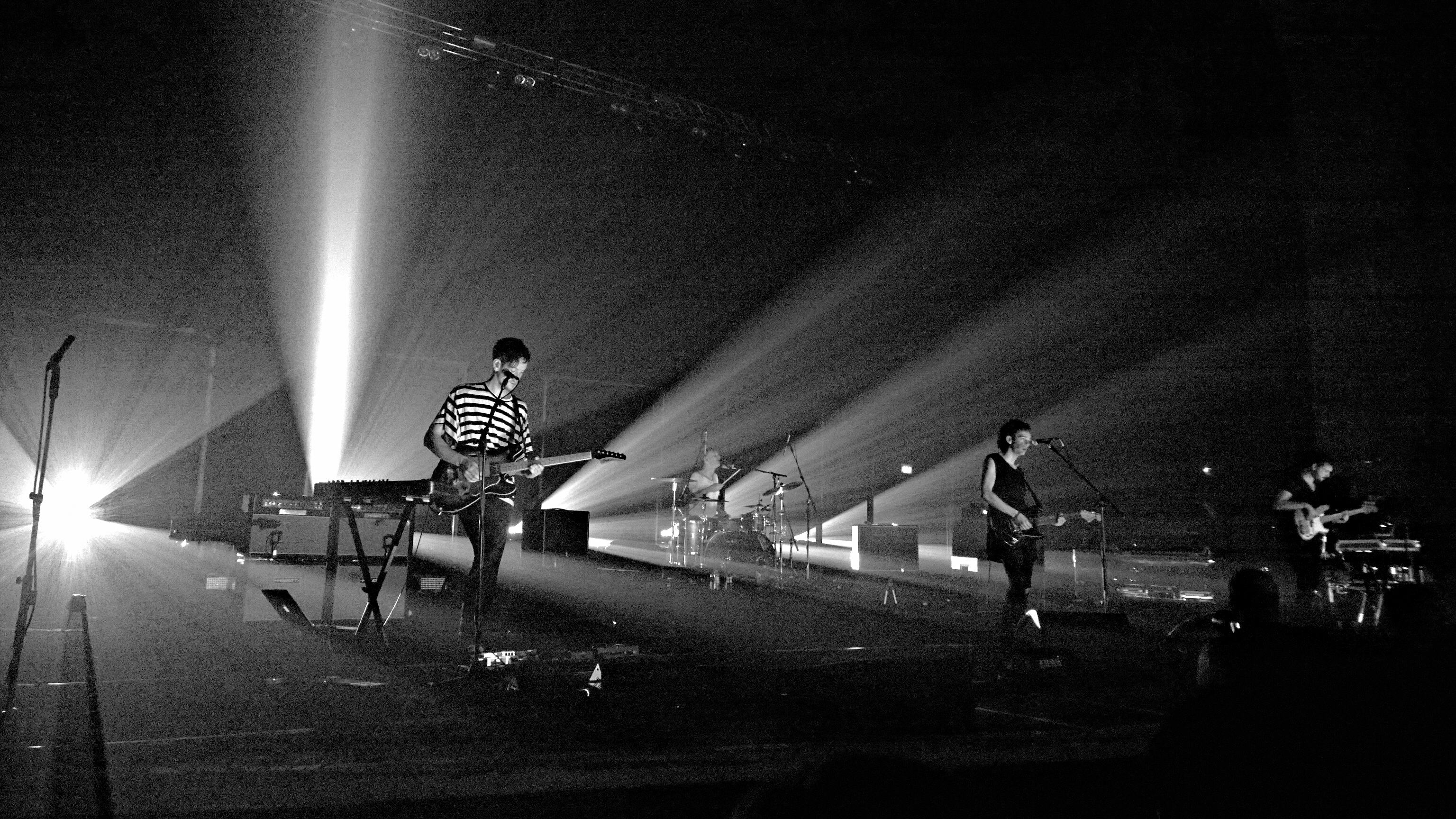
The 1975,durante apresentação na Brixton Academy, janeiro de 2014

Após o lançamento do EP "Music for Cars" em 4 de Março de 2013, a banda encontrado sucesso nas paradas mainstream com o seu single "Chocolate", que chegou ao local 19 na parada de singles do Reino Unido. Em 20 de maio de 2013, a banda lançou o EP "IV", que incluiu uma nova versão da música "The City". A faixa foi para as paradas musicais do Reino Unido e recebeu airplay em vários outros países.
A "The 1975", fez várias turnês para apoiar os lançamentos e para construir o hype antes de liberar o álbum de estreia. Apoiaram a banda Muse na segunda leg da "The 2nd Law World Tour" no Emirates Stadium, em Londres, em 26 de Maio de 2013. Eles também excursionaram com The Neighbourhood nos Estados Unidos em junho de 2013, e com os Rolling Stones no Hyde Park em 13 de julho 2013. Em agosto de 2013, a banda se apresentou no "Festival Republic Stage" no Reading e Leeds Festivals.
Em um artigo sobre a banda, Elliot Mitchell de "When the Gramophone Rings" escreveu que lançar uma sequência de EPs antes do álbum de estreia foi "um movimento que ele considera necessário para fornecer o contexto para o som amplo da banda, ao invés de apenas construir com singles". Matthew Healy disse: "Nós não teríamos sido capazes de lançar o álbum sem os EPs saírem antes, porque nós queríamos ter certeza de que poderíamos nos expressar corretamente antes de jogar este longo e ambicioso álbum sobre as pessoas."
"The 1975", o auto-intitulado álbum de estreia da banda, foi lançado em 2 de setembro de 2013. Ele foi co-produzido por Mike Crossey, que já trabalhou com Arctic Monkeys e Foals. O primeiro single a promover o álbum é uma versão re-trabalhada de "Sex", que foi lançado em 26 de agosto de 2013. A canção estreou na BBC Radio 1 show de Zane Lowe, em 8 de julho de 2013, e um vídeo da música foi lançado no YouTube no dia 26 julho de 2013. O 1975 estreou em nenhum. 1 no UK Albums Chart.
The 1975 excursionou no Reino Unido em setembro de 2013, entre outros atuando em Kingston upon Hull como headliners no Freedom Festival, uma celebração da pré-selecção da cidade para 2017 UK Cidade de designação Cultura, e no iTunes Festival em 08 de setembro de 2013 como um ato de abertura para o quarteto indie eletrônico Bastille. A banda realizou uma turnê norte-americana em outubro de 2013, uma europeia em novembro de 2013, e em janeiro de 2014, a banda se apresentou em Nova Zelândia e Austrália. Em setembro de 2013, a banda realizou três shows esgotados em Shepherd Bush Empire, em Londres. Em abril de 2014, a banda se apresentou pela primeira vez em um grande festival americano, Coachella. A banda tocou no Royal Albert Hall, em abril de 2014.

### 2015–2017:I Like It When You Sleep, for You Are So Beautiful yet So Unaware of It
No dia primeiro de junho de 2015, as contas das redes sociais da banda foram apagadas, o que causou em intensa especulação. No próximo dia, as contas voltaram, porém, as capas e as fotos de perfil eram brancas e rosa claro, ao invés do preto e branco comum, revelando ter sido um golpe publicitário.
No dia 8 de outubro de 2015, a banda anunciou seu segundo álbum, "I Like It When You Sleep, for You Are So Beautiful yet So Unaware of It". O primeiro single chamado "Love Me" foi lançado no dia 28 de outubro de 2015, o single é basicamente uma critica à sociedade e à mídia atual, e também, de acordo com Matty fala muito de como a banda lida com todo o crescimento que adquiriu durante os anos. Simultaneamente, foi agendado uma turnê de apoio na Europa, na América do Norte e na Ásia. O segundo single chamado "UGH!" lançado no dia 18 de dezembro de 2015 fala sobre a relação do vocalista (Matty) com a heroína, sendo a música mais pessoal lançada dentre os singles. O terceiro single, "The Sound" foi apresentado pela primeira vez na rádio BBC Radio 1 no dia 14 de janeiro de 2016. "The 1975" estreou o quarto single "Somebody Else" no dia 15 de fevereiro do mesmo ano na rádio Beats 1. Por fim, quatro dias antes do lançamento do álbum, no dia 22 de fevereiro foi tocado na rádio Radio 1 o último single, "A Change of Heart".
O álbum contém 17 faixas e foi lançado no dia 26 de fevereiro, alcançando número 1 no UK Albums Chart e no US Billboard 200. A banda postou um download de "How to Draw" no Twitter e por meio da Target Exclusive.
Em "I Like It When You Sleep, for You Are So Beautiful yet So Unaware of It") a banda adota uma variação sonora entre anos '80 e '90, contando com influências como David Bowie, Destiny's Child, Michael Jackson. As músicas passam a abordar temas relacionados ao uso de drogas e a fama. Além da mudança visual, abandonando o preto e branco e passando a utilizar cores neons, remetente aos anos '80.
O álbum recebeu a aclamação da critica musical. A NME, que anteriormente havia criticado a banda, a elogiou o álbum por seu escopo e ambição, escrevendo que "Qualquer álbum que se enterre tão profundamente em sua psique quanto 'I Like It...' deve ser considerado essencial. É extremamente inteligente e irônico engraçado também." Mais tarde, eles o nomearam como Álbum do Ano de 2016

### 2017–2020: A era de "Music for Cars"
Em novembro de 2016, o baterista George Daniel insinuou o andamento do terceiro álbum da banda, postando um vídeo na sua conta de Instagram com a legenda "2018", contendo trechos de áudio junto com o Healy tocando os teclados.
No dia 3 de abril de 2017, Healy postou um twittou que a era do segundo álbum estava acabando, seguindo com "Music for Cars", que compartilha o nome do terceiro EP da banda. Em março, eles confirmaram que duas músicas do álbum novo já tinham sido escritas. Em junho, Healy também confirmou que "Drive Like I Do", um dos disfarces anteriores da banda lançará um álbum como um trabalho à parte 'em alguns anos'.

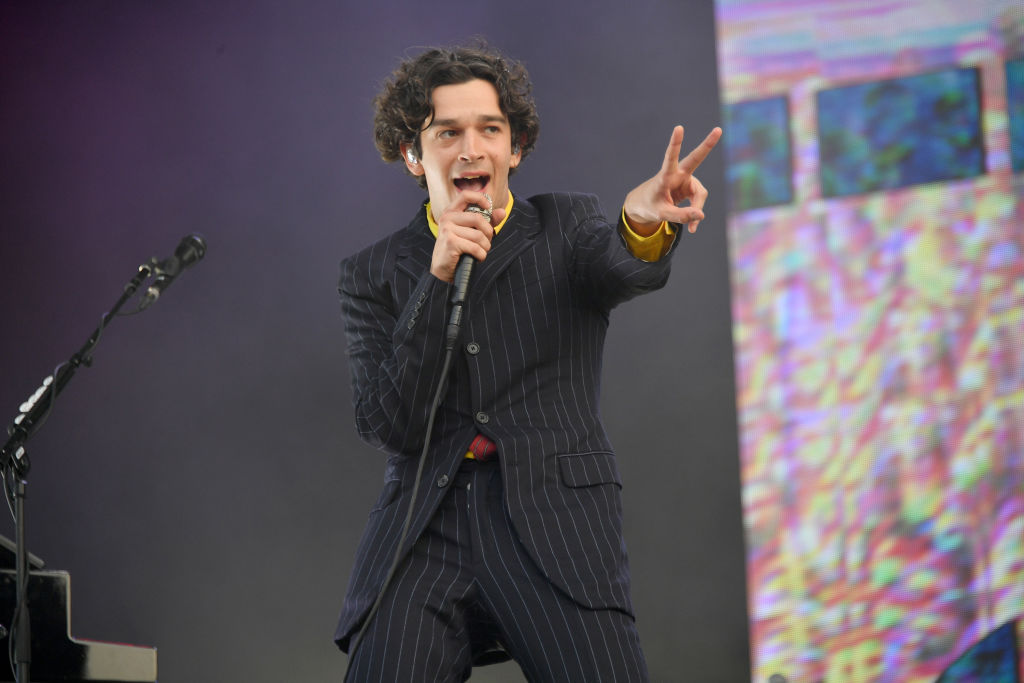
Matty healy, vocalista do The 1975 em performance de 2019

Em novembro, Healy sugeriu o lançamento de um EP no ano de 2017. Entretanto, esse foi adiado para 2018, com Oborne dizendo que "alguma coisa" será lançada em seu lugar; o álbum live da banda, DH00278 gravado em um show na O2 Arena em Londres, em 2016. O show também foi disponibilizado no canal oficial da banda no YouTube. Ele também confirmou que nenhum single de "Music for Cars" seria lançado em 2017, com a banda afirmando que teria alguma coisa nova do dia primeiro de junho de 2018.
Em março de 2018, a banda apagou muitas postagens nas diversas contas de redes sociais, indo até julho de 2017, durante seu último show no festival Latitude, para "I Like It When You Sleep, for You Are So Beautiful yet So Unaware of It". Em 22 de abril 2018, Oborne disse que a campanha para o segundo álbum permaneceria por mais alguns dias. No final de abril, posters enigmáticos intitulados "Music for Cars" apareceram em Londres e Manchester, contendo taglines e um número de catálogo de Dirty Hit, DH00327, na frente de um fundo preto. Vários outdoors também foram vistos no Reino Unido, tendo usado détournement para a banda se aplicar sobre propagandas já existentes.
A banda atualizou seu site para disponibilizar um cronômetro fazendo uma contagem regressiva até o dia primeiro de junho no início de maio, os integrantes ficando ativos novamente nas redes sociais. Durante as primeiras horas, foi revelado conter um arquivo zip secreto com quatro posters individuais, cada nome dando origem a uma página oculta que apresentava uma conversa entre um 'humano' e uma 'máquina'. Nas redes sociais, a banda frequentemente lançou diversos posters, todos sob o título "A Brief Inquiry into Online Relationships". No dia 31 de maio de 2018, o primeiro single do álbum foi lançado, "Give Yourself a Try", após ter estreado na rádio BBC Radio 1 no mesmo dia.
"Music for Cars" acabou sendo utilizado para nomear a nova fase da banda, que seria dividida em dois álbuns, e marcaria o "fim de uma era" de acordo com o próprio Healy, que assegurou o fim das atividades da banda por um tempo. "A Brief Inquiry Into Online Relationships" foi lançado no dia 30 de novembro de 2018.
No álbum "A Brief Inquiry into Online Relationships" a banda decide seguir um caminho diferente, com a tecnologia sendo o principal tema do disco, abordando temas como o comportamento e a comunicação. É possível notar uma certa diferença sonora entre as faixas do disco, sendo possível notar a influência de diversos estilos como Jazz, R&B, Música Eletrônica, entre outros.
O álbum recebeu aclamação da critica musical. De acordo com o agregador de resenhas Metacritic, o álbum recebeu uma pontuação ponderada de 83 com base em 29 resenhas, indicando "aclamação universal". A revista Time, o colocou entre os 10 melhores discos do ano de 2018.
A sequencia "Notes on a Conditional Form", o quarto álbum da banda e a segunda parte de "Music for Cars" iria ser lançado em maio de 2019, mas o atraso nas produções acabou adiando a data diversas vezes, sendo lançado em 22 de maio de 2020 e pela quarta vez consecutiva alcançou o número 1 no UK Albums Chart.
"Notes on a Conditional Form" é o disco mais ambicioso da carreira da banda. Ao longo das 22 faixas presentes no trabalho, a banda aborda os mais diversos estilos musicais, como Garage Rock, Pop dos anos '80, House Music, Americana, entre outros. Assuntos como a tecnologia, os dilemas sociais, e o aquecimento global (com a tradicional faixa The 1975 dando lugar à um discurso de Greta Thunberg) são presentes no álbum.
A banda não pode seguir os planos de turnê e, eventualmente, um hiato por conta do cancelamento dos shows devido à pandemia do coronavírus, adiando a volta aos palcos para o segundo semestre de 2021.

### 2022 - Presente: Being Funny in a Foregin Language
Entrando em 2021, muitos dos shows da banda de 2020 que foram adiados devido à pandemia de COVID-19 foram cancelados em 12 de janeiro de 2021. Durante esse tempo, o vocalista Matty Healy disse que a banda estava trabalhando em seu quinto álbum de estúdio. Em 14 de fevereiro de 2022, a banda desativou suas principais contas de mídia social, sugerindo um novo material. Em 1º de junho de 2022, as contas de mídia social da banda foram reativadas e o início de uma nova era foi sinalizado por uma série de postagens e atualizações no site oficial da banda.

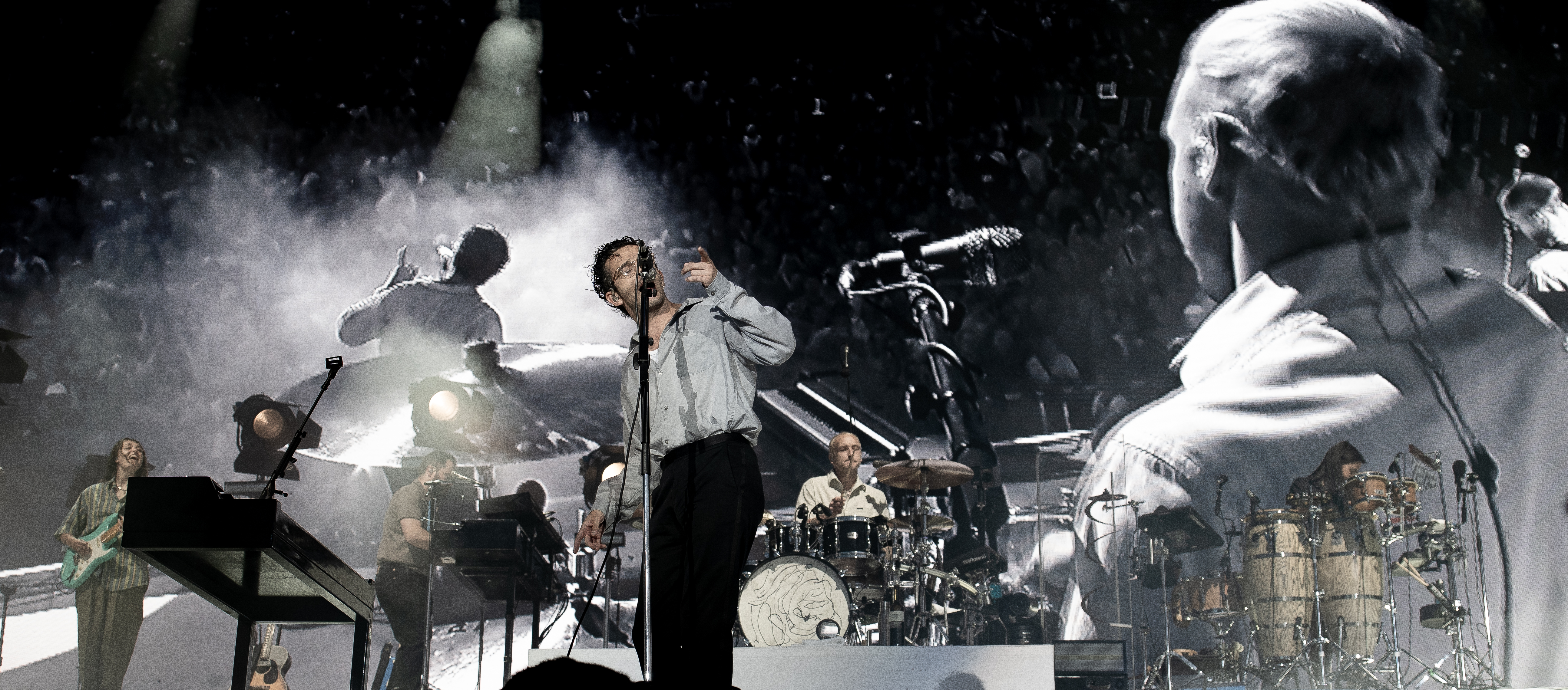
Apresentação da banda em 2023, no Southside Festival

No final de junho de 2022, o primeiro single "Part of the Band" foi lançado e cartões postais enviados aos fãs revelaram uma lista de faixas do álbum, enquanto pôsteres de Healy em Londres promoviam o single. A letra de "Part of the Band" foi postada por Healy no Instagram. A música foi lançada em 7 de julho de 2022. A estética de cores monocromáticas marcou o retorno ao visual do álbum de estreia.
Em 14 de outubro de 2022, a banda lançou o álbum Being Funny in a Foreign Language que marcou o quinto número 1 consecutivo no Reino Unido. Em novembro de 2022, a banda transmitiu ao vivo pela Twitch sua performance no Madison Square Garden em Nova York, iniciando a série de shows da turnê "At Their Very Best".
Em agosto de 2023, lideraram o tradicional Reading and Leeds Festival e anunciaram uma turnê de 50 datas pela América do Norte e Canada. No primeiro show em Sacramento, Matt anunciou que a banda faria uma pausa na carreira após o fim das datas agendadas. Em junho de 2025, a banda voltou aos palcos como headliner do Festival de Glastonbury.

## Estilo musical

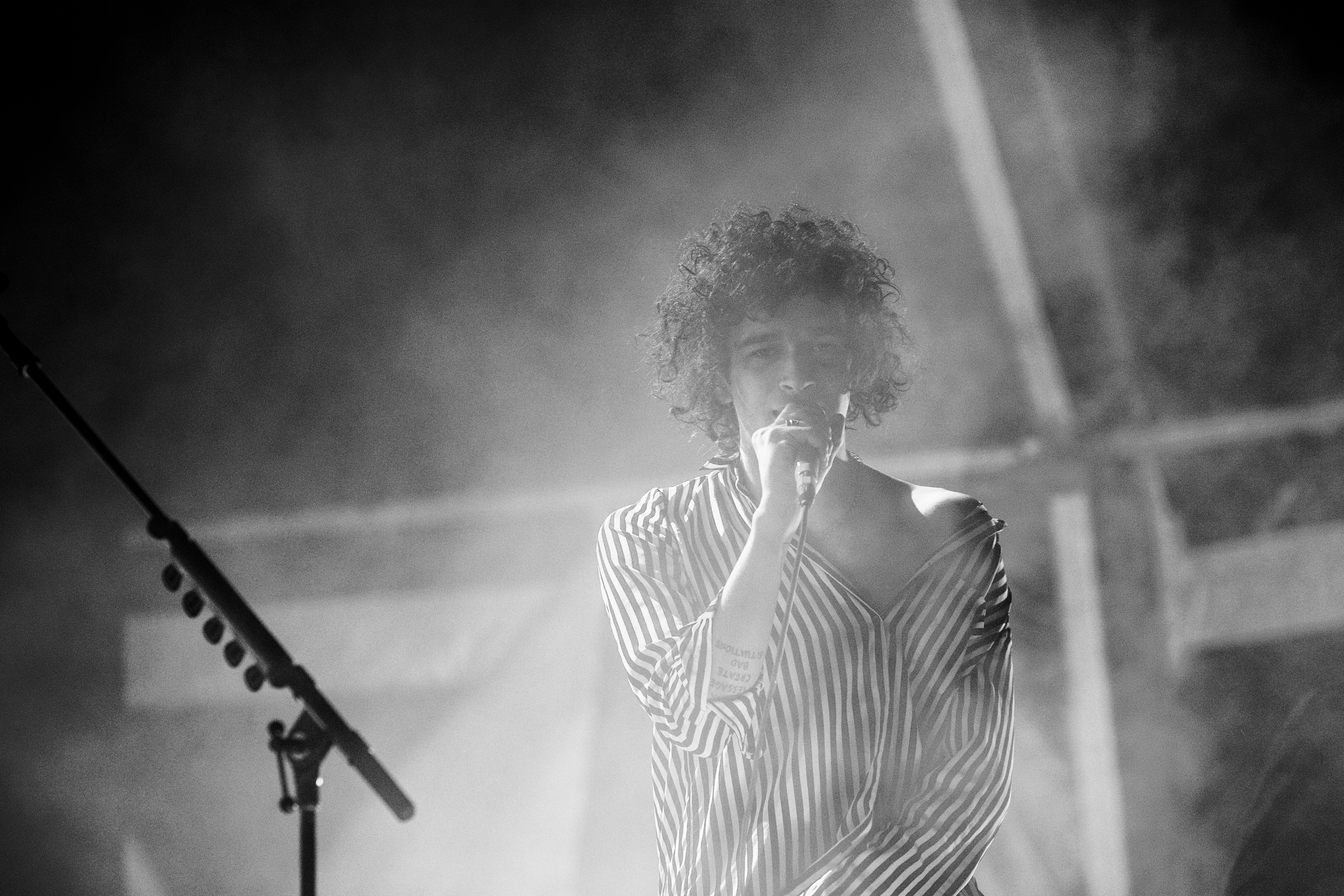
F.I.B. 2016

A banda especificamente cita Talking Heads, Prince, My Bloody Valentine, Michael Jackson, Peter Gabriel, Brian Eno, D'angelo e Sigur Rós como influências musicais. Embora geralmente reconhecido como um grupo de rock alternativo, é possível notar a influência de diversos outros estilos, incluindo House Music, Música Pop, R & B, Garage Rock, Americana, além das faixas ambientes presentes nos discos (influência de Brian Eno). Healy também afirma que sua maior influência é a obra do cineasta John Hughes.
A melancólica estética visual a preto-e-branco da primeira era da banda (EP's e The 1975) é justaposta com as escalas musicais e com o que a eles chamam de "sensibilidade pop clássica". Liricamente, "The 1975" explora temas de descoberta e novidade no contexto mais específico do sexo, amor, drogas, esperança, morte e medo.

## Integrantes

### Oficiais
- Adam Hann – guitarra solo, banjo, teclado, sintetizador, sampler, vocal de apoio (2002–presente)
- George Daniel – bateria, percussão, vocal de apoio (2002–presente)
- Matthew Healy – vocal, guitarra rítmica, violão, piano, sintetizador (2002–presente)
- Ross MacDonald – baixo, teclado, sintetizador, sampler, vocal de apoio (2002–presente)

### De Turnê
- John Waugh – saxofone, teclado (2013–presente)
- Jamie Squire – guitarra, teclado, sintetizadores, steel guitar, vocal de apoio (2015–presente)
- Taitlyn Jaiy – vocal de apoio, dançarina (2018–presente)
- Kaylee Jaiy – vocal de apoio, dançarina (2018–presente)

## Discografia

### Álbuns de estúdio
- The 1975 (2013)
- I Like It When You Sleep, for You Are So Beautiful yet So Unaware of It (2016)
- A Brief Inquiry into Online Relationships (2018)
- Notes on a Conditional Form (2020)
- Being Funny in a Foreign Language (2022)

### Álbuns ao vivo
- DH00278 - Live from the O2 Arena (2017)